# 渋川駅
渋川駅（しぶかわえき）は、群馬県渋川市渋川辰巳町にある、東日本旅客鉄道（JR東日本）・日本貨物鉄道（JR貨物）の駅である。
三国街道の宿場町として栄えた渋川市の中心駅で、利根川支流の平沢川南岸に位置する。伊香保温泉の最寄り駅であり、榛名山の観光の拠点となっていることから「伊香保温泉・榛名湖口」の副駅名がある。

## 乗り入れ路線
上越線を所属線としており、吾妻線を加えた2路線が乗り入れている。当駅は線路名称上での吾妻線の起点であるが、吾妻線の列車は当駅から上越線に乗り入れ、すべての列車が新前橋駅まで、半数以上がさらに高崎駅まで直通している。なお、JR貨物は上越線にのみ第二種鉄道事業者として貨物列車を運行している。
特急「草津・四万」のすべての列車が停車する。2015年（平成27年）3月のダイヤ改正をもって在来線の特急「はくたか」が廃止されたため、上越線の当駅以北の区間では定期運転の特急列車は設定されていない。

## 歴史
当初の鉄道院は、上越線を渋川の対岸である利根川の左岸に通す計画を立案した。そのため、渋川側が利根川の右岸を通る経路への変更と駅の設置を働きかけ、当駅の設置が実現した。

### 年表
- 1921年（大正10年）
  - 6月22日：鉄道省上越南線（のちの上越線）新前橋 - 渋川間の工事が竣工[2][3]。一般駅。
  - 7月1日：国鉄上越南線（のちの上越線）新前橋 - 渋川間の開通と同時に開業[2][3]。一般駅。
- 1924年（大正13年）3月31日：上越南線が沼田駅まで開通[2]。
- 1945年（昭和20年）
  - 1月2日：長野原線（のちの吾妻線）が長野原駅まで開業し、貨物営業を開始[2]。
  - 8月5日：長野原線が旅客営業を開始[2]。
- 1967年（昭和42年）6月10日：長野原線が電化[2]。
- 1971年（昭和46年）3月7日：長野原 - 大前間が開業し、吾妻線として営業を開始[2]。
- 1981年（昭和56年）6月3日：昭和天皇、香淳皇后が第40回国民体育大会に合わせて県内を行幸啓。原宿駅発、渋川駅着のお召し列車が運行[6]。
- 1984年（昭和59年）2月1日：車扱貨物の取り扱いを廃止[5]。
- 1985年（昭和60年）3月14日：荷物の扱いを廃止[5]。
- 1987年（昭和62年）4月1日：国鉄分割民営化により、JR東日本・JR貨物の駅となる[5]。
- 1990年（平成2年）3月10日：コンテナ貨物の取り扱いを開始[5]。
- 2004年（平成16年）10月16日：東京近郊区間の拡大により、ICカード「Suica」の利用が可能となる（高崎方面のみ）[報道 1]。
- 2005年（平成17年）8月：工業塩・石油の輸送を終了。
- 2006年（平成18年）3月18日：貨物列車の設定を廃止[7]。
- 2009年（平成21年）3月14日：東京近郊区間の拡大により、水上駅までICカード「Suica」の利用が可能になる[報道 2]。
- 2014年（平成26年）
  - 3月31日：びゅうプラザが閉店。
  - 10月1日：東京近郊区間の拡大により、吾妻線でICカード「Suica」の利用が可能になる[報道 3]。
- 2023年（令和5年）
  - 10月31日：みどりの窓口の営業を終了[4]。
  - 11月1日：話せる指定席券売機を導入[4]。

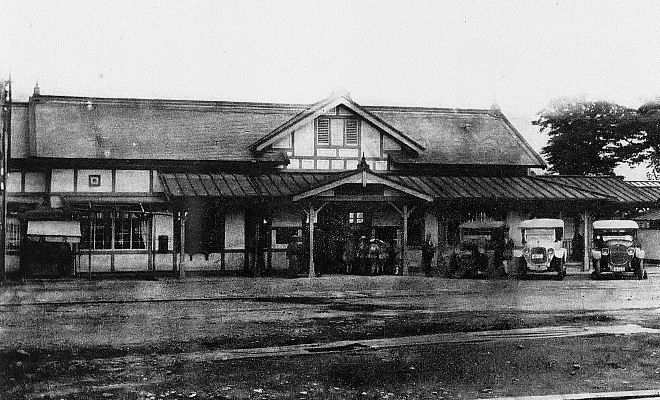
大正時代の渋川駅
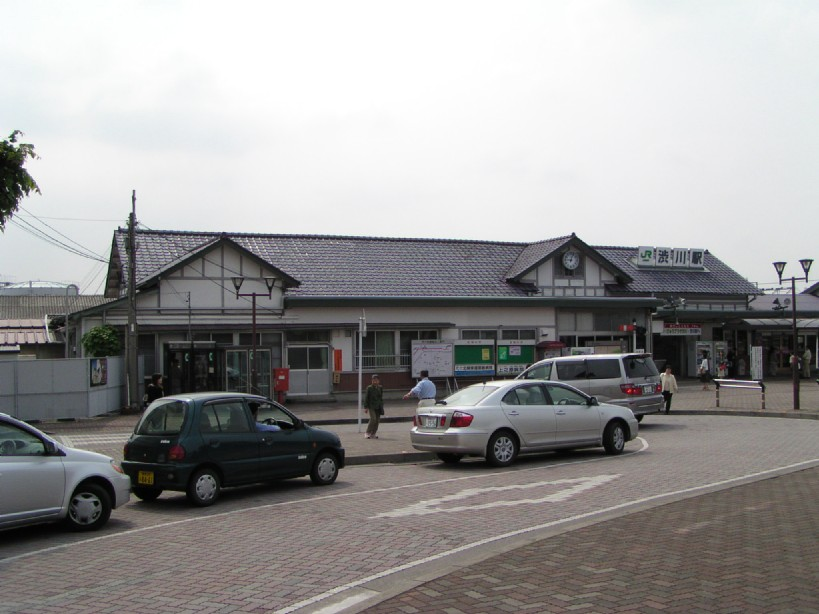
リニューアル前の駅舎（2005年5月）

## 駅構造
単式ホーム1面1線と島式ホーム1面2線、合計2面3線のホームを持つ地上駅である。互いのホームはエレベーター併設の地下通路で連絡している。構内西側、単式ホーム（1番線）に隣接して置かれている駅舎は木造駅舎で、伊香保温泉の観光案内所も併設している。かつては0番線が存在しており、単式ホームにはその名残が見られる。
直営駅であり、管理駅として、上越線の敷島駅・津久田駅および吾妻線の金島駅・祖母島駅を管理している。自動券売機、多機能券売機、話せる指定席券売機、自動改札機が設置されている。

### のりば
| 番線 | 路線    | 方向 | 行先                                   | 備考     |
| ---- | ------- | ---- | -------------------------------------- | -------- |
| 1    | ■上越線 | 下り | 水上方面                               |          |
| 1    | ■吾妻線 | 下り | 中之条・長野原草津口・万座・鹿沢口方面 |          |
| 2    | ■上越線 | 上り | 高崎・熊谷・上野方面                   |          |
| 3    | ■上越線 | 上り | 高崎・熊谷・上野方面                   | 一部列車 |

付記事項
- 3番線は上下共用の副本線である。2024年（令和6年）1月22日現在では高崎方面行きの吾妻線・上越線の一部列車および高崎発当駅止まりの列車（到着後は回送）と両方向の「SLぐんま みなかみ」が使用しており、水上・長野原草津口方面への普通列車の設定はない。
- 2024年（令和6年）2月17日には高崎駅 - 当駅間で「ぐんま 伊香保号」が2往復設定された。高崎発は蒸気機関車 (SL) 、折り返しは電気機関車 (EL) となる（ちなみに高崎支社管内にある蒸気機関車の転車台は、水上駅構内とぐんま車両センター構内のみである）[9]。

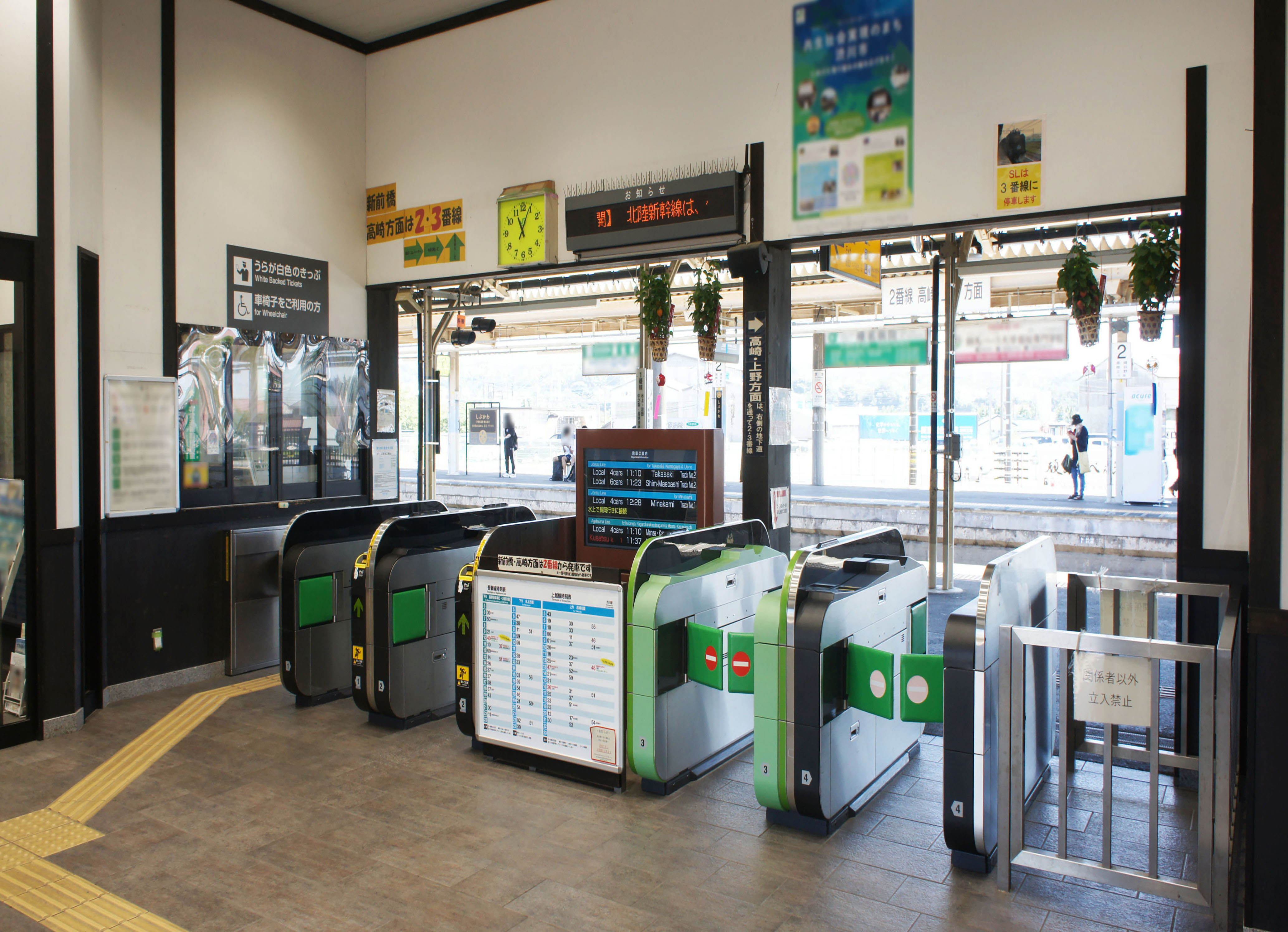
改札口（2021年7月）
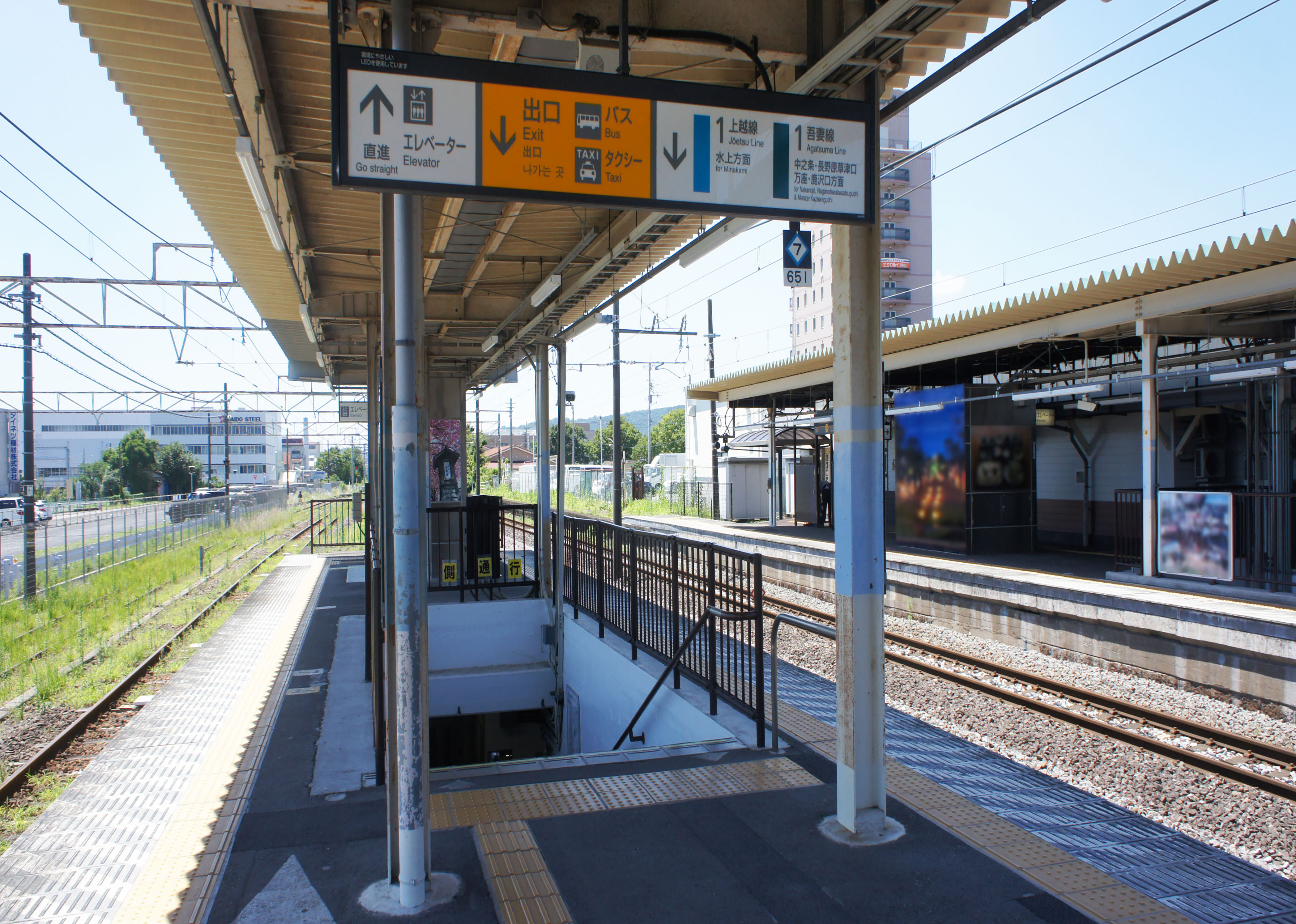
地下道（2021年7月）
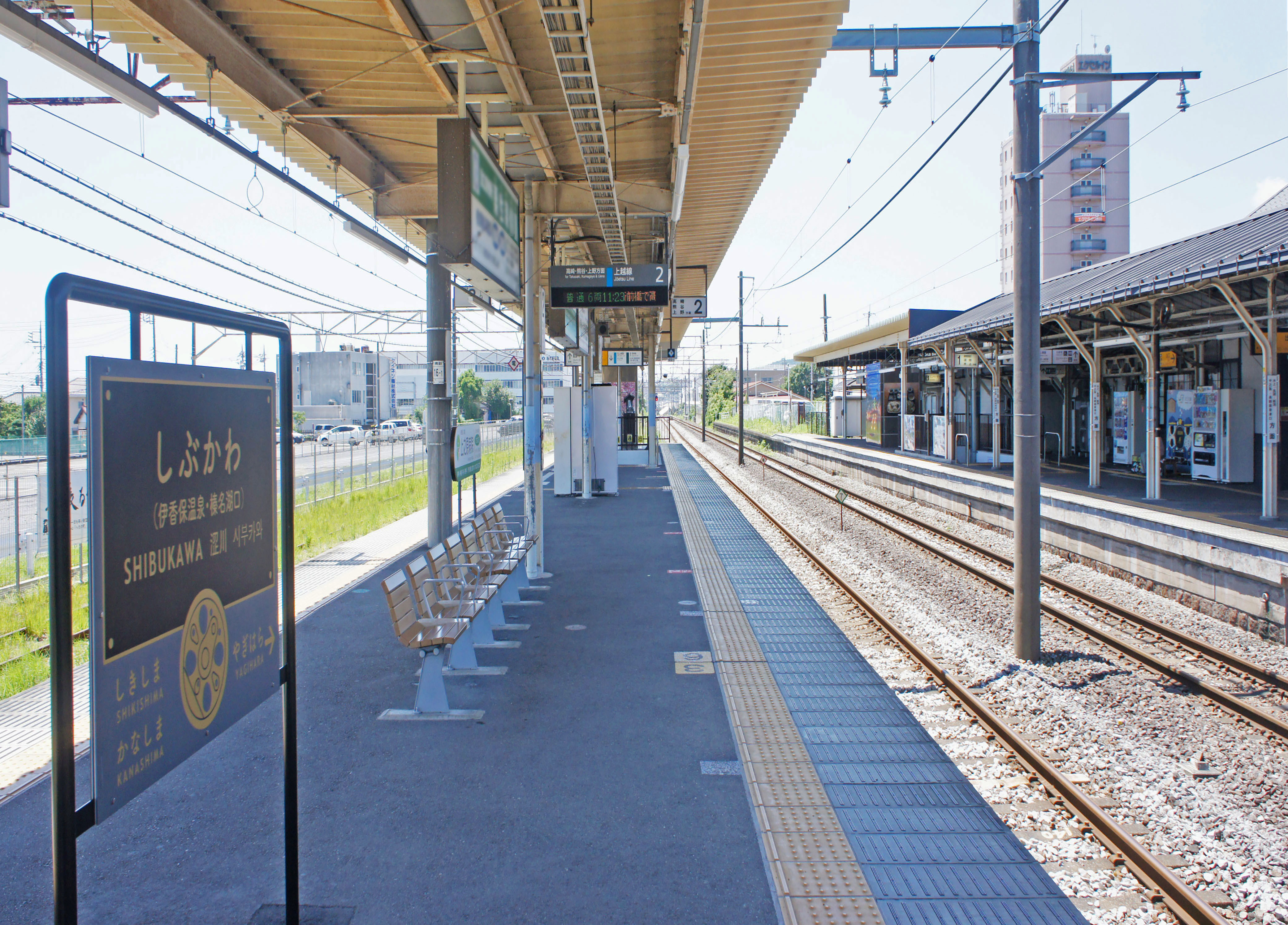
ホーム（2021年7月）

## 貨物取扱
現在、JR貨物の駅は車扱貨物の臨時取り扱い駅となっており、貨物列車の発着はない。かつては、旅客ホームの東側に1面1線のコンテナホームや留置線、関東電化工業の石油・化学薬品荷役線などがあった。ホームでは横浜本牧駅発送で関東電化工業渋川工場で使用する工業用塩化ナトリウム（化学薬品の原料となる）を降ろしダンプカーに移し替えていた。しかし、渋川工場での苛性ソーダや塩酸などを生産する電解事業が中止されたため、JR貨物UM30S形コンテナを使用した、通称・塩コキ（かつては塩トラ、国鉄トラ70000形貨車使用）と呼ばれた塩の運搬は廃止された。
それ以前は、駅南東にある大同特殊鋼渋川工場や日本カーリット群馬工場へ至る専用線も分岐していた。

## 利用状況

### 旅客
JR東日本によると、2023年度（令和5年度）の1日平均乗車人員は2,863人である。
2000年度（平成12年度）以降の推移は以下のとおりである。
| 1日平均乗車人員推移 | 1日平均乗車人員推移 | 1日平均乗車人員推移 | 1日平均乗車人員推移 | 1日平均乗車人員推移 |
| 年度                | 定期外              | 定期                | 合計                | 出典                |
| ------------------- | ------------------- | ------------------- | ------------------- | ------------------- |
| 2000年（平成12年）  |                     |                     | 3,997               | [ JR 2 ]            |
| 2001年（平成13年）  |                     |                     | 3,926               | [ JR 3 ]            |
| 2002年（平成14年）  |                     |                     | 3,779               | [ JR 4 ]            |
| 2003年（平成15年）  |                     |                     | 3,643               | [ JR 5 ]            |
| 2004年（平成16年）  |                     |                     | 3,585               | [ JR 6 ]            |
| 2005年（平成17年）  |                     |                     | 3,563               | [ JR 7 ]            |
| 2006年（平成18年）  |                     |                     | 3,486               | [ JR 8 ]            |
| 2007年（平成19年）  |                     |                     | 3,482               | [ JR 9 ]            |
| 2008年（平成20年）  |                     |                     | 3,608               | [ JR 10 ]           |
| 2009年（平成21年）  |                     |                     | 3,565               | [ JR 11 ]           |
| 2010年（平成22年）  |                     |                     | 3,515               | [ JR 12 ]           |
| 2011年（平成23年）  |                     |                     | 3,428               | [ JR 13 ]           |
| 2012年（平成24年）  | 994                 | 2,491               | 3,486               | [ JR 14 ]           |
| 2013年（平成25年）  | 1,001               | 2,505               | 3,506               | [ JR 15 ]           |
| 2014年（平成26年）  | 995                 | 2,425               | 3,421               | [ JR 16 ]           |
| 2015年（平成27年）  | 1,000               | 2,441               | 3,441               | [ JR 17 ]           |
| 2016年（平成28年）  | 975                 | 2,431               | 3,407               | [ JR 18 ]           |
| 2017年（平成29年）  | 968                 | 2,484               | 3,453               | [ JR 19 ]           |
| 2018年（平成30年）  | 972                 | 2,422               | 3,394               | [ JR 20 ]           |
| 2019年（令和元年）  | 945                 | 2,318               | 3,263               | [ JR 21 ]           |
| 2020年（令和02年）  | 500                 | 1,827               | 2,327               | [ JR 22 ]           |
| 2021年（令和03年）  | 570                 | 1,959               | 2,529               | [ JR 23 ]           |
| 2022年（令和04年）  | 729                 | 1,990               | 2,719               | [ JR 24 ]           |
| 2023年（令和05年）  | 843                 | 2,020               | 2,863               | [ JR 1 ]            |

### 貨物
「渋川市統計書」によると、貨物輸送の推移は以下のとおりであった。
| 貨物輸送推移       | 貨物輸送推移 | 貨物輸送推移 | 貨物輸送推移 |
| 年度               | 発送         | 到着         | 出典         |
| ------------------ | ------------ | ------------ | ------------ |
| 2001年（平成13年） | 26,187       | 29,424       | [ 7 ]        |
| 2002年（平成14年） | 21,892       | 29,513       | [ 7 ]        |
| 2003年（平成15年） | 20,525       | 28,227       | [ 7 ]        |
| 2004年（平成16年） | 20,718       | 36,567       | [ 7 ]        |
| 2005年（平成17年） | 9,004        | 11,160       | [ 7 ]        |

## 駅周辺

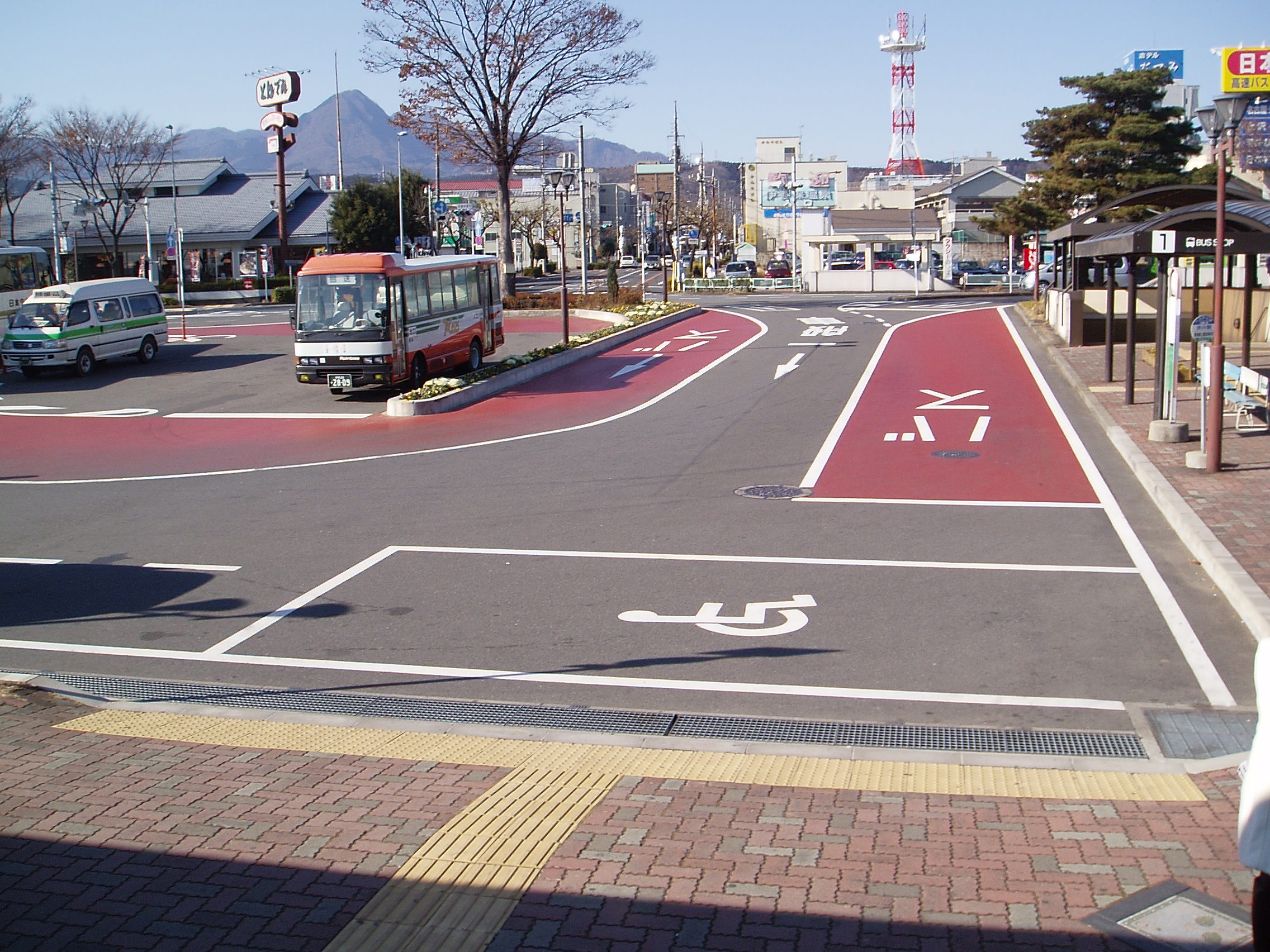
駅前広場（2008年1月）

駅周辺は渋川市の市街地である。駅前広場が整備されており、伊香保温泉など、付近の各温泉へのバスなどが発着する。
新町五差路までの約300メートルの駅前通りは約50店からなる商店街として昭和50年代までは公共交通を利用して買い物客を集めていた。
しかし、時間貸しの駐車場が少なく、買い物客などの車での利便性が低いことなどもあり、郊外の大型店との競合で衰退して2015年（平成27年）5月時点で約30%が空き店舗となった。
そのため、市が出店する際の店舗改修費の補助制度を作って商工会議所と協力して新規の出店者を招致したほか、時間貸しの市営駐車場や渋川地区物産振興協会の「しぶかわ名産品センター」などの開設などを行い、テコ入れを図っている。
- ベルク渋川店 - 1977年（昭和52年）末に交通規制の強化などの影響を受けて倉庫業務を休業した渋川創庫が[2]、1980年（昭和55年）11月28日にニチイ渋川店をテナントとして開業したが[10]、渋川サティとなった後に2009年（平成21年）7月31日に閉店した[新聞 4]。そのため、渋川ショッピングプラザにパワーセンターうおかつなどを後継店舗として招致した[新聞 4]が、これも閉店した。
- しぶかわ名産品センター [新聞 5]
- 大同特殊鋼渋川工場 - 1937年（昭和12年）に開設された関東製鋼が1964年（昭和39年）7月に富士製鉄の斡旋で大同特殊鋼に統合[2]。
- 国道17号
- 群馬県道25号高崎渋川線
- 群馬県道33号渋川松井田線
- 群馬県道35号渋川東吾妻線
- 渋川市役所
- 渋川郵便局 - 1891年（明治24年）7月1日に下ノ町2464番地に渋川取扱所として郵便の取り扱いを開始[2]。
- 関東電化工業渋川工場 [2]
- 駅前児童公園（通称SL公園）- 徒歩5分ほど、D51 724が保存されている。
- 北群馬信用金庫 本店

## バス路線
駅前にバスのりばがあり、渋川市内、伊香保温泉、小野上温泉、前橋駅、高崎駅方面への路線バスや渋川市が運行する「渋川タウンバス」、関越交通や日本中央バス、JRバス関東が運行する高速バスが発着する。
| のりば | 運行事業者                      | 系統・行先                                                                                             | 備考                                                 |
| ------ | ------------------------------- | --- | ---------------------------------------------------- |
| 1      | 関越交通                        | 前橋線：前橋駅・けやきウォーク前橋                                                                     |                                                      |
| 2      | - JRバス関東 - 秩父鉄道観光バス | - 上州湯めぐり号：バスタ新宿 - 東京湯めぐり号：東京駅・上野駅                                          | 草津方面は当駅からの乗降不可                         |
| 2      | - 群馬バス - 西東京バス         | ゆめぐり八王子号：JR八王子駅北口・京王八王子駅                                                         | JRバス関東アライアンス。草津方面は当駅からの乗降不可 |
| 2      | 関越交通                        | 四万温泉号：東雲車庫／四万温泉                                                                         |                                                      |
| 2      | 関越交通                        | 伊香保・四万温泉号羽田線：羽田エアポートガーデンバスターミナル（羽田空港第3ターミナル隣接）            | 季節運行                                             |
| 2      | - 関越交通 - 関東バス           | 吉祥寺 - 草津温泉線：吉祥寺駅北口                                                                      |                                                      |
| 2      | - 関越交通 - 富士急バス         | 富士急ハイランド線：富士急ハイランド・河口湖駅／渋川営業所                                             |                                                      |
| 3      | 関越交通                        | 伊香保線：渋川青翠高校・伊香保温泉・伊香保榛名口                                                       |                                                      |
| 3      | 渋川タウンバス                  | - りんご団地線：りんご団地 - 青葉台線：原沢医院 - 渋川スカイランドパーク線：はるな平和墓苑             |                                                      |
| 4      | 関越交通                        | 高崎線：高崎駅                                                                                         |                                                      |
| 4      | 渋川タウンバス                  | - りんご団地線：渋川温泉 - 深山線：深山 - 勝保沢線：勝保沢 - 南柏木線：南柏木 - 北橘循環線：北橘町循環 | 「北橘循環線」は日曜運休                             |
| 4      | 群馬バス                        | - 渋川線：箕郷営業所 - 渋川伊香保線：伊香保温泉                                                        |                                                      |
| 5      | 関越交通                        | - 医療センター線：渋川医療センター - 伊香保線：渋川医療センター・赤城自然園                            |                                                      |
| 5      | 渋川タウンバス                  | - 神田原・祖母島線：神田原・祖母島循環 - 桜の木線：上野入口 - 小野上温泉線：小野上温泉センター         | 「神田原・祖母島線」と「小野上温泉線」は日曜運休     |

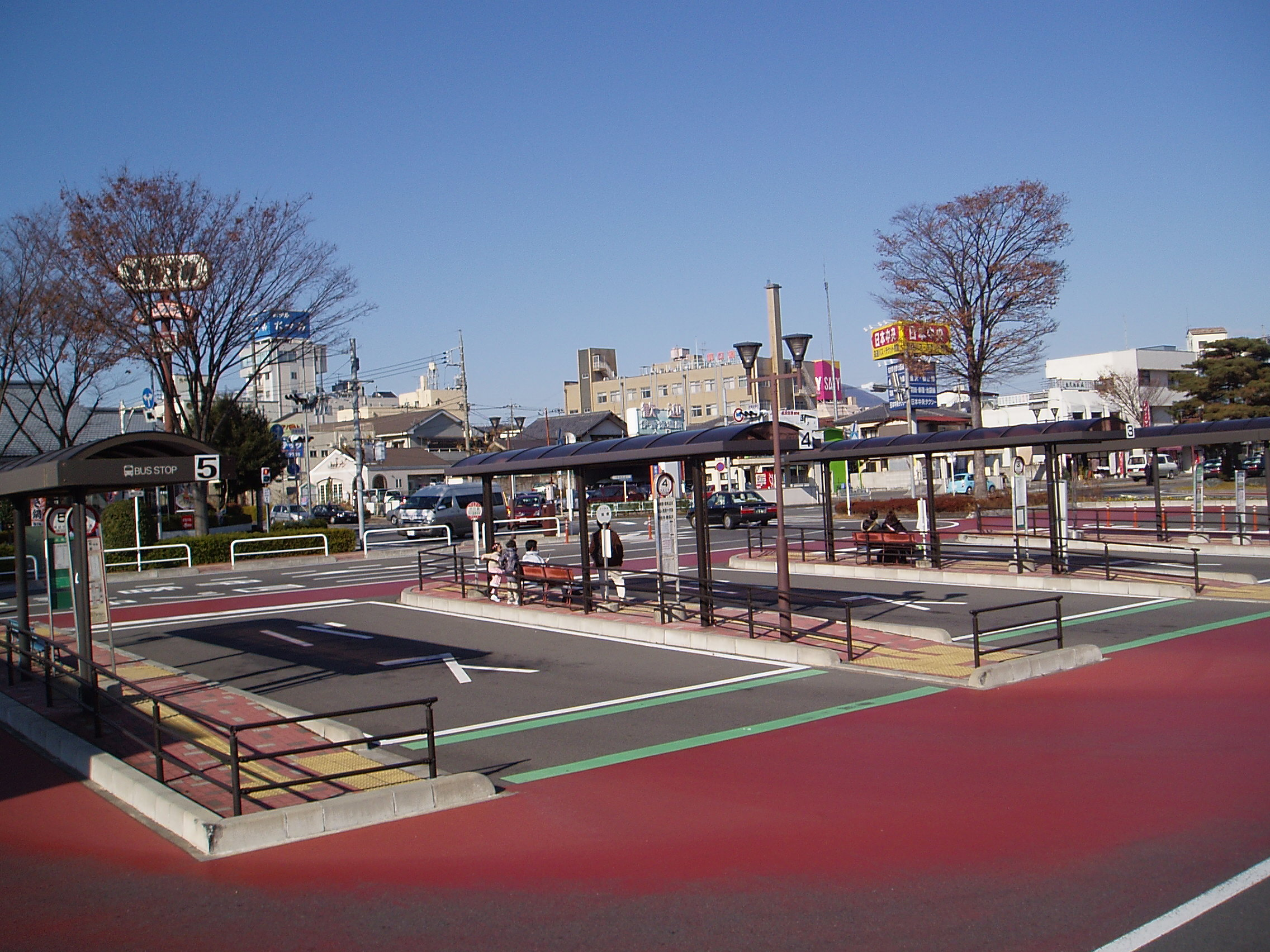
駅前のバスターミナル（2008年1月）

### 過去にあったバス路線
- JRバス関東
  - 渋川線：長野原草津口駅行き
- 東武鉄道　
  - 中野行き - 1980年（昭和55年）4月に廃止[2]。
  - 駒寄行き - 1982年（昭和57年）10月に廃止[2]。
  - 仙石行き - 1984年（昭和59年）4月に廃止[2]。
  - 上箱田行き -  1986年（昭和61年）10月に廃止され、代替として同年11月1日に北橘村営バスが運行を開始した[2]。
  - 勝保沢行き -  1986年（昭和61年）10月に廃止[2]。
  - 中之条駅行き -  1987年（昭和62年）4月に廃止[2]。
  - 深山行き -  1988年（昭和63年）4月に廃止され、代替として同月8日から群馬観光のバスが運行を開始した[2]。
  - 東村・御園行き -  1988年（昭和63年）9月に廃止され、代替として10月1日から吾妻観光のバスが運行を開始した[2]。
- 日本中央バス
  - 羽田空港線 - 2014年（平成26年）3月31日をもって前橋までに運行区間が短縮され、渋川駅への乗り入れを終了した[13]。
- 関越交通・西東京バス
  - 高崎・伊香保・四万温泉号 - 2024年（令和6年）11月30日をもって運行を終了[14]。

## 過去にあった電気軌道線
当駅開業前の1891年（明治24年）2月に渋川新町まで開通した上毛馬車鉄道が当駅前を通っており、同線は1910年（明治43年）10月9日に電化されて路面電車となった。
この路線に接続して1910年（明治43年）10月16日に開業した伊香保電気軌道や、1893年（明治26年）9月1日に高崎から渋川長塚町間で営業を開始した群馬馬車鉄道が1910年（明治43年）9月23日に電化した路面電車もあり、これら3路線は1927年（昭和2年）10月1日に東武鉄道が東京電燈から買収して東武伊香保軌道線として営業開始した。
しかし、自動車の発達に伴う道路事情の問題からバスへの転換の要望が強まり、1953年（昭和28年）7月1日に高崎 - 渋川間を廃止したのを皮切りに、1954年（昭和29年）3月1日には前橋 - 渋川間を廃止、1956年（昭和31年）12月29日には伊香保 - 渋川間を廃止して伊香保軌道線は全線廃止となった。

## 隣の駅
※特急「草津・四万」、SL快速「SLぐんま みなかみ」の隣の停車駅は列車記事を参照。
東日本旅客鉄道（JR東日本）
■上越線
八木原駅 - 渋川駅 - 敷島駅
■吾妻線（高崎駅 - 当駅間は上越線）
八木原駅 - 渋川駅 - 金島駅

### 記事本文

### 報道発表資料
1. ↑  「首都圏でSuicaをご利用いただけるエリアが広がります (PDF)」（プレスリリース）、東日本旅客鉄道、2004年8月23日。2020年5月24日時点のオリジナル (PDF)よりアーカイブ。2020年5月24日閲覧。
2. ↑  「Suicaをご利用いただけるエリアが広がります。 (PDF)」（プレスリリース）、東日本旅客鉄道、2008年12月22日。2020年5月24日時点のオリジナル (PDF)よりアーカイブ。2020年5月24日閲覧。
3. ↑  「吾妻線にSuicaの一部サービスをご利用いただける駅が増えます (PDF)」（プレスリリース）、東日本旅客鉄道、2014年5月26日。2019年6月29日時点のオリジナル (PDF)よりアーカイブ。2020年5月24日閲覧。

### 新聞記事
1. ↑  「《開業100年 新前橋－渋川》渋川駅 伊香保観光の玄関口 地域と協力、貨物輸送の顔も」『上毛新聞』2021年6月15日。2021年6月15日時点のオリジナルよりアーカイブ。2021年6月15日閲覧。
2. 1 2  土屋弘「渋川駅前、空き店舗なくせ 出店改修補助、市「まず玄関口から」」『朝日新聞』朝日新聞社、2015年5月12日。
3. 1 2  土屋弘「JR渋川駅周辺、続々と活性化策 空き店舗・ビル解消、夏に新市営駐車場」『朝日新聞』朝日新聞社、2016年1月14日。
4. 1 2  「今秋、渋川サティ跡1階に【カルチャー】」『ぐんま経済新聞』群馬経済新聞社、2009年8月6日。
5. ↑  「渋川駅前に名産品センターがオープン」『朝日新聞』朝日新聞社、2015年12月27日。

### 利用状況
1. 1 2  「各駅の乗車人員 2023年度 101位以下（4）| 企業サイト：JR東日本」東日本旅客鉄道。2025年6月19日閲覧。
2. ↑  「JR東日本：各駅の乗車人員（2000年度）」東日本旅客鉄道。2025年6月19日閲覧。
3. ↑  「JR東日本：各駅の乗車人員（2001年度）」東日本旅客鉄道。2025年6月19日閲覧。
4. ↑  「JR東日本：各駅の乗車人員（2002年度）」東日本旅客鉄道。2025年6月19日閲覧。
5. ↑  「JR東日本：各駅の乗車人員（2003年度）」東日本旅客鉄道。2025年6月19日閲覧。
6. ↑  「JR東日本：各駅の乗車人員（2004年度）」東日本旅客鉄道。2025年6月19日閲覧。
7. ↑  「JR東日本：各駅の乗車人員（2005年度）」東日本旅客鉄道。2025年6月19日閲覧。
8. ↑  「JR東日本：各駅の乗車人員（2006年度）」東日本旅客鉄道。2025年6月19日閲覧。
9. ↑  「JR東日本：各駅の乗車人員（2007年度）」東日本旅客鉄道。2025年6月19日閲覧。
10. ↑  「JR東日本：各駅の乗車人員（2008年度）」東日本旅客鉄道。2025年6月19日閲覧。
11. ↑  「JR東日本：各駅の乗車人員（2009年度）」東日本旅客鉄道。2025年6月19日閲覧。
12. ↑  「JR東日本：各駅の乗車人員（2010年度）」東日本旅客鉄道。2025年6月19日閲覧。
13. ↑  「JR東日本：各駅の乗車人員（2011年度）」東日本旅客鉄道。2025年6月19日閲覧。
14. ↑  「JR東日本：各駅の乗車人員（2012年度）」東日本旅客鉄道。2025年6月19日閲覧。
15. ↑  「各駅の乗車人員 2013年度 ベスト100以外（4）：JR東日本」東日本旅客鉄道。2025年6月19日閲覧。
16. ↑  「各駅の乗車人員 2014年度 ベスト100以外（4）：JR東日本」東日本旅客鉄道。2025年6月19日閲覧。
17. ↑  「各駅の乗車人員 2015年度 ベスト100以外（4）：JR東日本」東日本旅客鉄道。2025年6月19日閲覧。
18. ↑  「各駅の乗車人員 2016年度 ベスト100以外（4）：JR東日本」東日本旅客鉄道。2025年6月19日閲覧。
19. ↑  「各駅の乗車人員 2017年度 ベスト100以外（4）：JR東日本」東日本旅客鉄道。2025年6月19日閲覧。
20. ↑  「各駅の乗車人員 2018年度 ベスト100以外（4）：JR東日本」東日本旅客鉄道。2025年6月19日閲覧。
21. ↑  「各駅の乗車人員 2019年度 ベスト100以外（4）：JR東日本」東日本旅客鉄道。2025年6月19日閲覧。
22. ↑  「各駅の乗車人員 2020年度 101位以下（4）| 企業サイト：JR東日本」東日本旅客鉄道。2025年6月19日閲覧。
23. ↑  「各駅の乗車人員 2021年度 101位以下（4）| 企業サイト：JR東日本」東日本旅客鉄道。2025年6月19日閲覧。
24. ↑  「各駅の乗車人員 2022年度 101位以下（4）| 企業サイト：JR東日本」東日本旅客鉄道。2025年6月19日閲覧。